# Queen Mary (navire, 1933)
Pour les articles homonymes, voir Queen Mary (homonymie).
Ne doit pas être confondu avec Queen Mary 2.
Le Queen Mary est un bateau à vapeur construit en 1932 par les chantiers William Denny and Brothers de Dumbarton pour la compagnie Williamson-Buchanan Steamers afin de remplacer le King Edward (en). Il est lancé le 30 mars 1933 et mis en service le 20 mai 1933 entre Glasgow et Rothesay via Dunoon. Devenu le Queen Mary II en 1935 à la suite d'une demande de la Cunard Line qui souhaite nommer son nouveau paquebot Queen Mary, il navigue sous ce nouveau nom pour la Williamson-Buchanan Steamers jusqu’en 1943, puis pour la Caledonian Steam Packet (en). Il est utilisé comme transports de troupes pendant la Seconde Guerre mondiale? puis reçoit diverses améliorations après le conflit. Il reprend le nom de Queen Mary en 1976, mais est désarmé l’année suivante. Après divers projets, il est transformé en restaurant à Londres en 1988. À la suite de sa fermeture en janvier 2009, il est envoyé à Tilbury où il est désarmé depuis.
Ce navire était inscrit au registre du National Historic Ships et au National Historic Fleet depuis 1993 avec le certificat n°495. Après sa destruction, il fait partie des Archives nationales britanniques.

## Histoire
Le Queen Mary est un bateau à vapeur construit en 1932 par les chantiers William Denny and Brothers de Dumbarton pour la compagnie Williamson-Buchanan Steamers afin de remplacer le King Edward (en). Il est lancé le 30 mars 1933 et mis en service le 20 mai 1933 entre Glasgow et Rothesay via Dunoon.
En 1935, il est renommé Queen Mary II à la suite d'une demande de la Cunard Line qui souhaite nommer son nouveau paquebot Queen Mary. La Cunard Line offre un portrait de la reine Mary à la compagnie Williamson-Buchanan Steamers en remerciement.
Cette même année, la compagnie Williamson-Buchanan Steamers est rachetée par la compagnie Caledonian Steam Packet (en), mais le navire reste propriété de sa compagnie d’origine jusqu’en 1943, lorsqu’il est transféré à la flotte de la Caledonian Steam Packet (en).

### Seconde Guerre mondiale
Lors de la Seconde Guerre mondiale, le Queen Mary II arbore une livrée grise et transportes des troupes entre Gourock et Dunoon.

### Après la guerre
En 1948, sa passerelle est fermée, puis la distinction entre les classes est abolie en 1950.
En 1957, il est remotorisé et ses deux cheminées sont remplacées par une seule, puis il est équipé d’un radar en 1960.
En 1969, ses mâts sont raccourcis afin de lui permettre de passer sous le Kingston Bridge.
En 1976, le Queen Mary est retiré du service et le Queen Mary II reprend son nom d’origine.
L’année suivante, il est désarmé à Greenock car les subventions qui étaient accordées par le gouvernement pour son utilisation sont transférés au navire Waverley.

### Restauration
En juin 1978, il est vendu au Conseil municipal de Glasgow qui souhaite le transformer en navire musée, mais le projet échoue et le navire est revendu en mai 1980 à la société Euroyachts qui prévoit de le transformer en restaurant à Glasgow.
En 1981, il est vendu à la société Tesright qui l’envoie à Londres où il doit être transformé en restaurant, mais il est endommagé par un incendie au cours de la transformation et est désarmé jusqu’à sa vente à la société Toby Restaurants Division en 1987 qui souhaite remplacer le Caledonia (en), détruit par un incendie le 27 avril 1980.

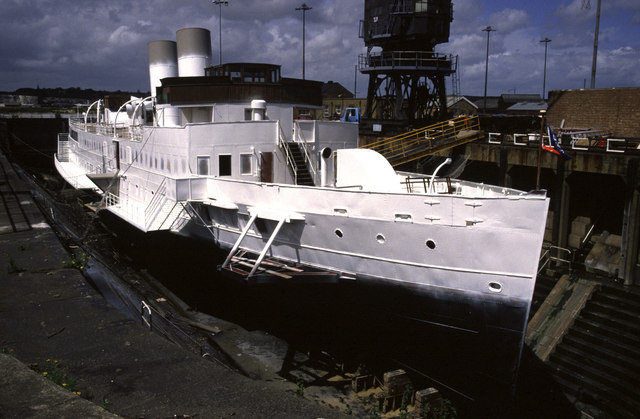
Le Queen Mary pendant sa reconstruction en juillet 1988.

Il est envoyé aux chantiers navals Crescent Shipyard de Chatham où il est reconstruit dans son aspect original, puis rejoint son nouvel emplacement près de Waterloo Bridge.
Au fil des années, sa livrée est changée à plusieurs reprises. En effet, il commence sa carrière en tant que restaurant avec une coque blanche et des cheminées blanches et noires, puis ses cheminées deviennent blanches et rouges. En 2005, il est repeint en bleu clair, puis en blanc avec des cheminées blanches et noires en 2006

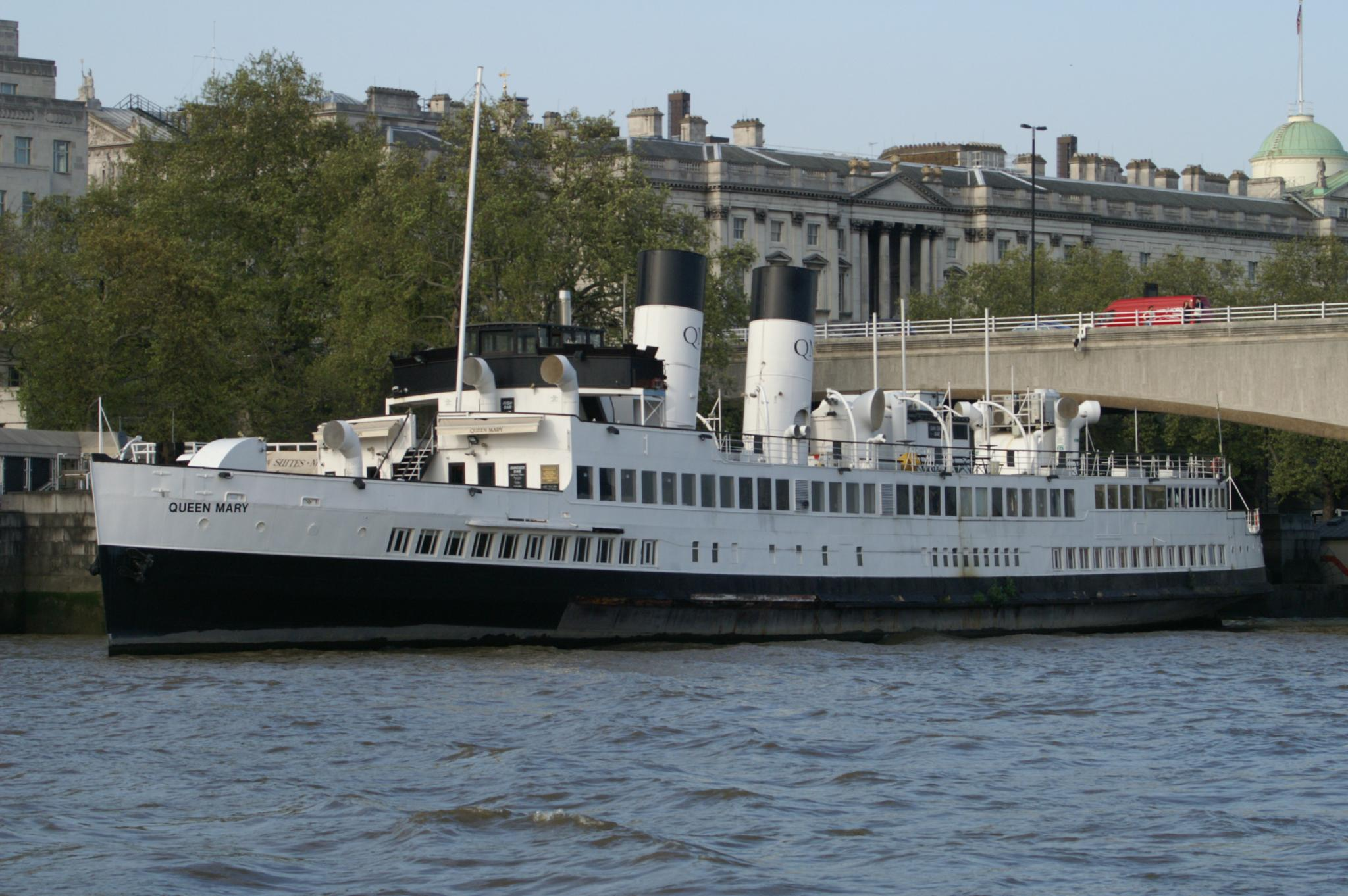
Le Queen Mary après sa fermeture en avril 2009.

### Fermeture
En janvier 2009, il est fermé et mis en vente. Il est acheté en avril 2009 par la société Mitchelles & Bulters, dirigé par Samuel Boudon, qui projette de convertir le navire en hôtel flottant à La Rochelle; mais le projet échoue et le navire est vendu à une société britannique après être resté désarmé deux ans à Tilbury. En 2016, il est déplacé jusqu'au port de Greenock, en Écosse, pour une rénovation.

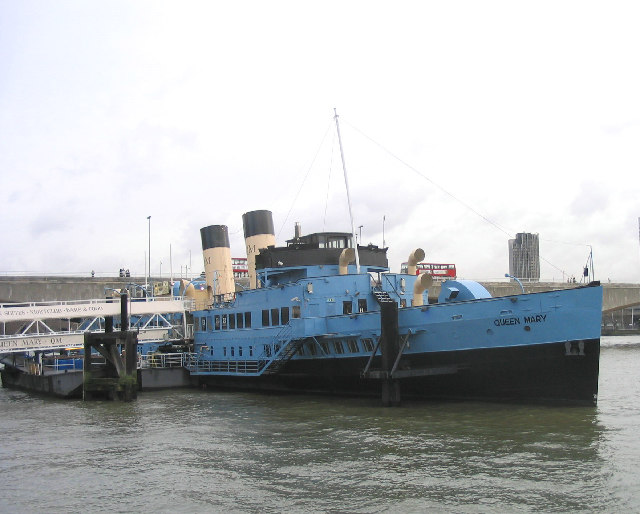
Le Queen Mary en janvier 2006.
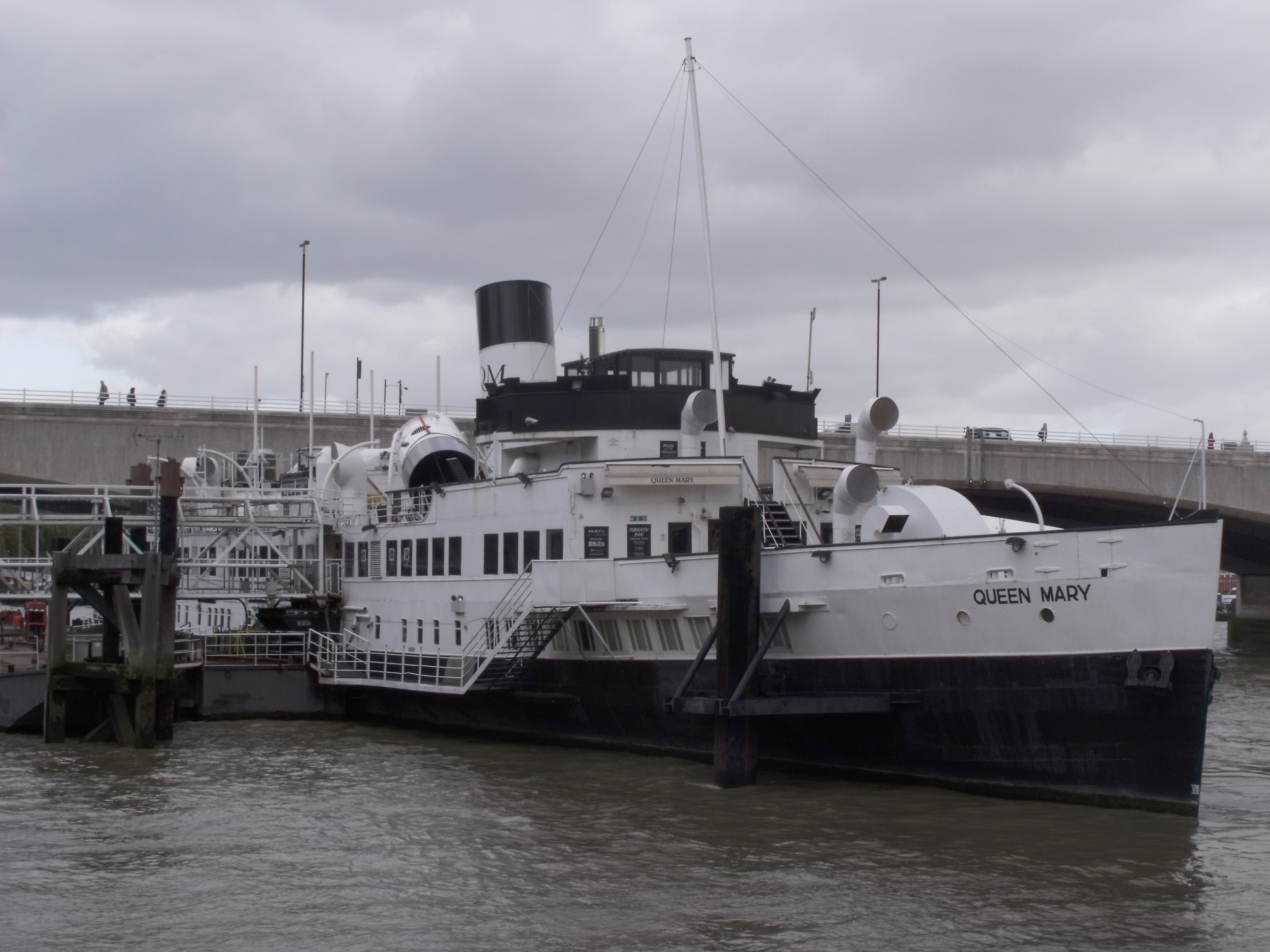
Le Queen Mary peu de temps avant son départ de Londres, en octobre 2009.
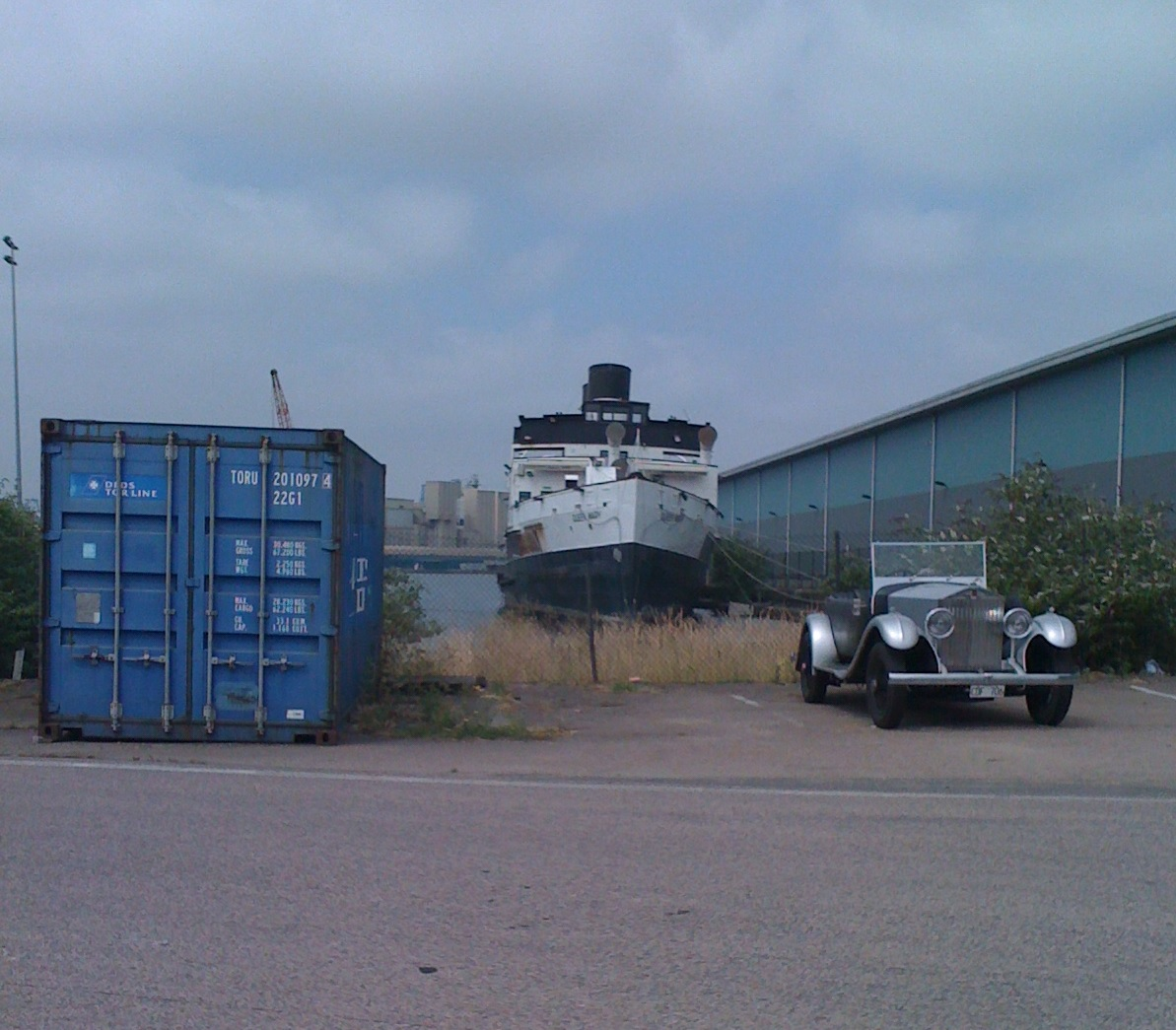
Le Queen Mary désarmé à Tilbury en juillet 2013.